# Vorfrieden von Leoben

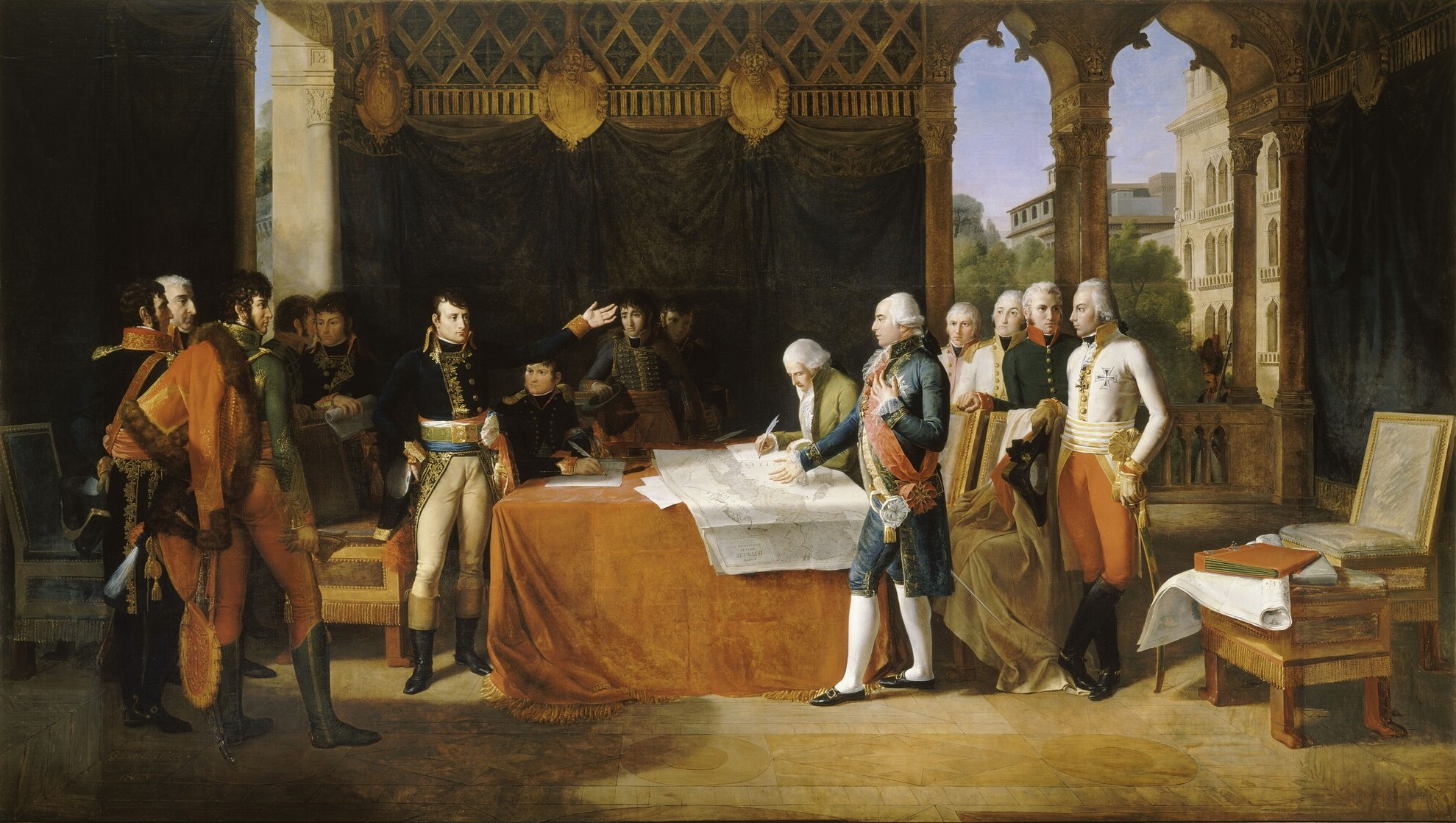
Vorfrieden von Leoben, gemalt von Guillaume Guillon-Lethière.

Der Vorfriede (Präliminarfriede) von Leoben war ein vorläufiges Abkommen zwischen Frankreich und Österreich zwecks Einstellung der Feindseligkeiten zwischen den beiden Großmächten im Ersten Koalitionskrieg (1792–1797) und Vorbereitung eines endgültigen Friedens. 
Napoleon Bonaparte und der österreichische General Maximilian von Merveldt unterzeichneten am 18. April 1797 den Vorfrieden von Leoben. Er wurde am 4. Mai bzw. 14. Mai 1797 von den Regierungen Frankreichs und Österreichs genehmigt und am 24. Mai 1797 ratifiziert. 
Der abschließende Friede von Campo Formio wurde am 17. Oktober 1797 geschlossen.

## Vorgeschichte
Ursächlich für den Präliminarfrieden von Leoben war der Siegeszug Napoleon Bonapartes in Oberitalien während des Ersten Koalitionskrieges. In den Schlachten bei Castiglione (5. August 1796), Bassano (8. September 1796), Arcole (15.–17. November 1796) und Rivoli (14.–15. Januar 1797) hatte die französische Italienarmee unter Napoleons Oberbefehl glänzende Siege gegen Österreich errungen.
Sie bildeten die Voraussetzung für die Einnahme der wichtigen österreichischen Festung Mantua durch die Truppen Bonapartes am 2. Februar 1797.
Der Fall der österreichischen Schlüsselfestung ermöglichte es Napoleon, die Entscheidung des Italienfeldzugs in den österreichischen Erblanden selbst herbeizuführen. Am 16. März 1797 besiegten seine Truppen die Österreicher an der Livenza und am Tagliamento. Am 2. April 1797 gelang den Franzosen der Durchbruch ins Pustertal und bereits fünf Tage später drang eine Vorhut der französischen Italienarmee unter General André Masséna bis Leoben in der Obersteiermark vor. Am 18. April rückte Napoleon mit seiner Hauptarmee in Leoben ein.
Der französische Vorstoß bis Leoben, nur noch vier Tagesmärsche von Wien entfernt, das Ausbleiben weiterer englischer Hilfe und der Rückzug eines russischen Hilfscorps offenbarten die desaströse militärische Lage Österreichs und führten zu Verhandlungen der Wiener Hofburg mit Napoleon auf Schloss Göß (Stift Göß, damals Residenz des Bischofs von Leoben) bei Leoben. Auch für Napoleon kamen die Verhandlungen nicht ungelegen, weil seine Armee durch den Ausbruch eines Aufstands im venezianischen Gebiet – nämlich in Verona am 17. April 1797 – sowie durch teilweise militärische Fortschritte der Österreicher in Tirol im Rücken bedroht war.

## Vertragsunterzeichnung

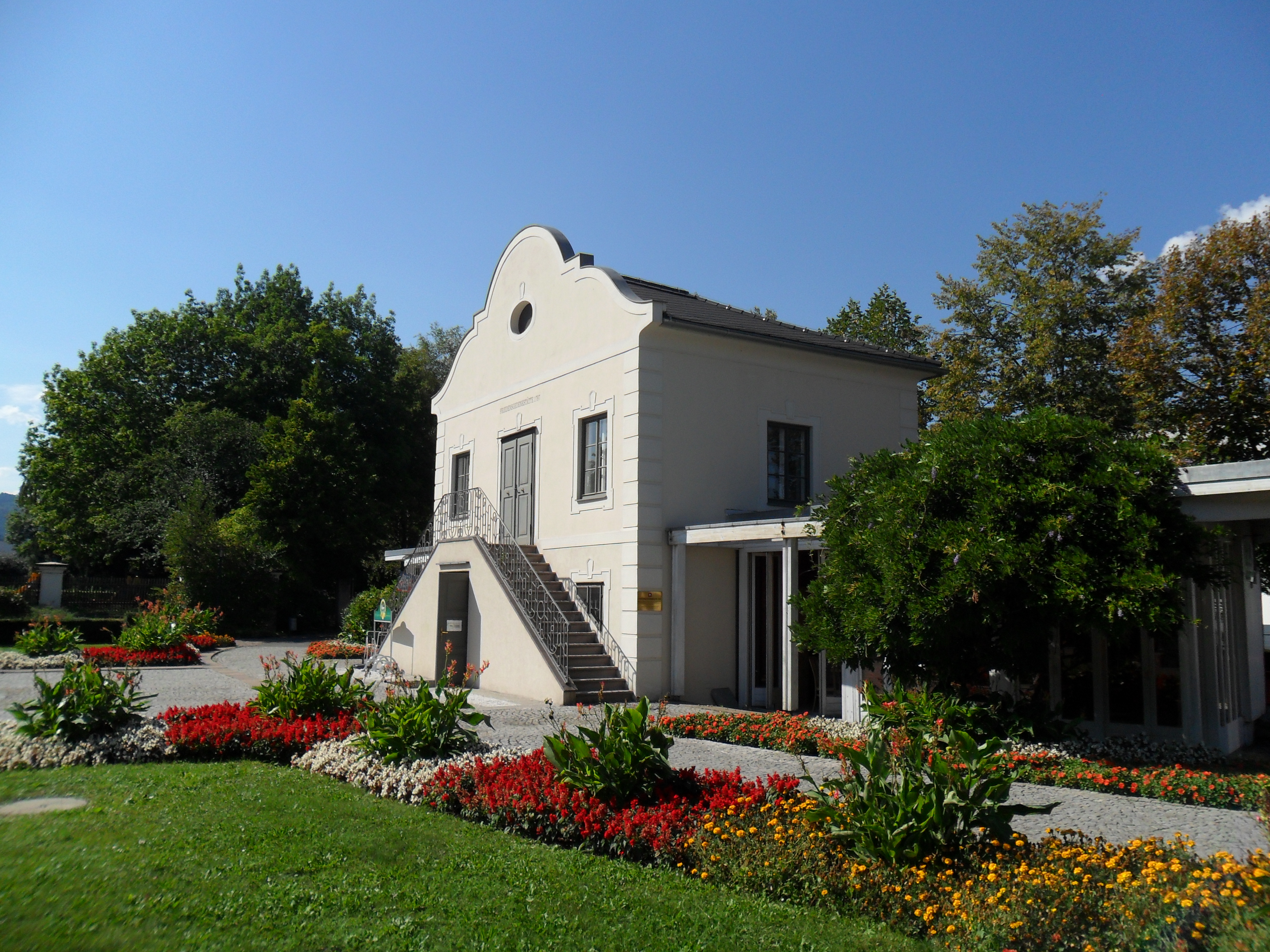
Eggenwald’sches Gartenhaus in Leoben

Nachdem Kaiser Franz II. und der österreichische Staatskanzler Thugut in die von Napoleon vehement geforderte Abtretung des Herzogtums Mailand am 15. April eingewilligt hatten, drängten die österreichischen Unterhändler in Leoben auf einen raschen Verhandlungsabschluss, vor allem weil Napoleon Österreich einen in vielfacher Hinsicht günstigen Vertragsabschluss zugestand. Auch drohte am Verhandlungsort stündlich die Ankunft von General Henri Clarke, des eigentlichen Bevollmächtigten des Direktoriums für die vorläufigen Friedensverhandlungen, von dem härtere Bedingungen für Österreich erwartet wurden. Noch vor der Ankunft Clarkes unterzeichneten am 18. April 1797 Napoleon Bonaparte für Frankreich sowie Generalmajor Graf von Merveldt und Marchese di Gallo für Österreich in dem Gartenhaus des Josef von Eggenwald nahe Leoben die Friedenspräliminarien.

## Vertragsinhalt
Die am 4. Mai bzw. 14. Mai 1797 von den Regierungen Frankreichs und Österreichs genehmigten und am 24. Mai 1797 ratifizierten Präliminarien umfassten die Vereinbarung eines sechsmonatigen Waffenstillstands zwischen Österreich und Frankreich und ein vorläufiges Abkommen zwischen den beiden Großmächten über verschiedene territoriale Fragen in Belgien, Frankreich, Deutschland und Italien. Insbesondere wurde vereinbart, dass Österreich in dem noch abzuschließenden Definitivfrieden mit der französischen Republik die Österreichischen Niederlande (Belgien) an diese abtreten wird und auf die Lombardei (mit Mailand) zugunsten eines neu zu bildenden Freistaats in Norditalien (spätere Cisalpinische Republik) gegen geplante Entschädigung durch das Landgebiet der Republik Venedig zwischen Oglio, Po und Adria nebst Dalmatien und Istrien verzichten wird (Artikel 6 der nicht geheimen sowie Artikel 1 und 8 der geheimen Vereinbarung). Das übrige Territorium der Republik Venedig auf dem italienischen Festland, d. h. das zwischen der Adda, dem Po, dem Oglio, dem Veltlin und Tirol eingeschlossene Gebiet, sollte der französischen Republik zugunsten der neu zu bildenden norditalienischen Republik (d. h. zugunsten der späteren Cisalpinischen Republik, die erst am 29. Juni 1797 geschaffen wurde) zugeteilt werden (Artikel 2 und 8 der Geheimartikel). Ebenso sollte das von einem Verwandten des Kaisers regierte Herzogtum Modena (nebst Reggio sowie dem Herzogtum Massa und Carrara) an die neu zu bildende norditalienische (Cisalpinische) Republik fallen, der Herzog von Modena dafür anderweitig entschädigt werden (Artikel 9 der Geheimartikel). Die Republik Venedig sollte als Entschädigung für den Verlust ihres ganzen festländischen Gebiets die päpstlichen Legationen Romagna, Bologna und Ferrara, die der Kirchenstaat erst im Februar 1797 im Friedensvertrag von Tolentino an Frankreich abgetreten hatte, erhalten (Artikel 4 der Leobener Geheimartikel; zu der Abtretung an die Republik Venedig kam es später aber nicht mehr). Die erst am 2. Februar 1797 von den Franzosen nach harten Kämpfen eingenommene Festung Mantua sollte – nebst den venezianischen Festungen Palma-Nuova, Peschiera del Garda und Porto Legnago – an Österreich zurückgegeben bzw. Österreich übergeben werden (Artikel 6 der Geheimartikel). Außerdem wurde vereinbart, dass die Franzosen die österreichischen Erblande räumen und die Feindseligkeiten gegen das Heilige Römische Reich deutscher Nation aufgeben sollten (Artikel 5 und 8 der nicht geheimen Vereinbarung). Sodann sollte der definitive Friede zwischen Frankreich und Österreich auf einem Kongress in Bern (Artikel 4 der nicht geheimen Vereinbarung), zwischen Frankreich und dem Heiligen Römischen Reich deutscher Nation auf einem anderen Kongress in einer deutschen Stadt „sur la base de l’intégrité de l’Empire Germanique“ (auf der Grundlage der Integrität des Deutschen Reichs) vereinbart werden (Artikel 5 der nicht geheimen Vereinbarung). Im Übrigen sollte Kaiser Franz II. die Grenzen Frankreichs anerkennen, wie sie durch die Gesetze der französischen Republik festgesetzt sind (Artikel 6 der nicht geheimen Vereinbarung: „reconnait les limites de la France décrétées par les loix de la République Française“).

## Unterschiedliche Auslegungen des Vertrags
Es war offensichtlich, dass zwischen den Artikeln 5 und 6 der nicht geheimen Präliminarien ein klarer Widerspruch bestand, denn die gesetzlichen Grenzen der Republik Frankreich umfassten zum Zeitpunkt des Vertragsabschlusses schon außer Belgien auch das Hochstift Lüttich, die Abteien Stablo und Malmedy, die Grafschaft Ligne, zahlreiche deutsche Reichsstände, ferner Reichsgebiete im Elsass, in Lothringen, in der Franche-Comté sowie im Französischen und angrenzenden Schweizer Jura (das Fürstentum Salm-Salm in den Vogesen, die Grafschaften Saarwerden in Lothringen und Mömpelgard/Montbéliard in der Freigrafschaft Burgund sowie große Teile des Hochstifts Basel mit dem Elsgau/Ajoie), so dass von einer Integrität (Unverletzlichkeit) des Reichsgebiets nicht die Rede sein konnte. Gleichwohl unterzeichneten die österreichischen Bevollmächtigten, Marchese di Gallo und Generalmajor Merveldt, den vor allem durch Napoleon ausgehandelten Vertrag. Immerhin enthielt dieser nach seinem Wortlaut den Verzicht Frankreichs auf die wichtigen linksrheinischen Hochstiftsgebiete Mainz, Worms und Speyer. Die österreichische Regierung ging wie die preußische, die kurz darauf von der Vertragsunterzeichnung erfuhr, davon aus, dass die linksrheinischen Gebiete des Heiligen Römischen Reiches deutscher Nation großenteils dem Reich verblieben (noch am 15. Mai 1797 war das preußische Ministerium der Auffassung, dass der Leobener Vertrag dem Reich das ganze linke Rheinufer zurückgebe „mit Ausnahme der schon in Departements verwandelten Gebiete und eines zur Verteidigung notwendigen Grenzstriches“). In Paris zielten jedoch die Direktoren Paul de Barras, Jean François Reubell und Louis-Marie de La Révellière-Lépeaux, die für eine Erweiterungspolitik der „natürlichen Grenzen“ Frankreichs eintraten, mit Hilfe des dehnbaren Ausdrucks „gesetzliche Grenzen“ (Artikel 6 des nicht geheimen Vertrags) auf den Erwerb aller linksrheinischen Reichsgebiete. Sie fanden die vorläufigen Friedensbestimmungen noch viel zu günstig für Kaiser Franz II. und den Gedanken einer Rückgabe Mantuas an Österreich unerträglich. Insofern konnten sie nur mühsam für die Bestätigung des von Napoleon abgeschlossenen Präliminarfriedens gewonnen werden. Eine Minderheit im höchsten französischen Regierungsgremium, nämlich die Direktoren Lazare Nicolas Carnot und Étienne-François Le Tourneur, vertrat im Gegensatz zu Barras, Reubell und La Révellière-Lépeaux gegenüber der Wiener Hofburg eine gemäßigtere Linie und war damit einverstanden, dass man Kaiser Franz II. nicht durch kompromissloses Verhalten reizen und der öffentlichen Meinung in Frankreich, die baldigen Frieden wünschte, sich nicht länger widersetzen dürfe. Gleichwohl war aber zumindest Carnot sich über die illusionistischen und blauäugigen Vorstellungen der österreichischen Regierung bezüglich der Leobener Abmachungen im Klaren. Schon Ende Mai 1797 äußerte Direktor Carnot gegenüber dem preußischen Gesandten in Paris: „Das Wiener Kabinett hat wohl übersehen, dass es durch die Anerkennung der konstitutionellen Grenzen zugleich das linke Rheinufer [Frankreich] bewilligt. Selbst Mainz könnte, genau genommen, in diese Grenzen einbezogen werden!“ Bald stellte sich überdies heraus, dass weder General Bonaparte, noch das Direktorium gesonnen waren, sich an einzelne Teile der Abmachungen (Integrität des Reichsgebiets und Entschädigung Venedigs) zu halten, dass aber auch die österreichische Regierung unter Thugut darauf abzielte, die Präliminarien zu weiteren Vorteilen Österreichs umzuarbeiten (v. a. Forderung nach Entschädigung des mit Kaiser Franz II. verwandten Herzogs von Modena, Ercole III. d’Este, mit der Romagna und Ferrara).
Die endgültigen Friedensvereinbarungen zwischen Frankreich und Österreich wurden am 17. Oktober 1797 im Frieden von Campo Formio getroffen.